# Benoît Alowonou
Mons. Benoît Comlan Messan Alowonou (5. března 1949, Tsévié) je tožský katolický duchovní a biskup Kpalimé.

## Stručný životopis
Narodil se 5. března 1949 v Tsévié. Na kněze byl vysvěcen dne 28. července 1984 pro arcidiecézi Lomé. Působil jako adjunkt duchovního ředitele Vyššího interdiecézního Semináře Jana Pavla II. v Lomé.
Dne 4. července 2001 byl papežem Janem Pavlem II. jmenován biskupem diecéze Kpalimé. Biskupské svěcení přijal 29. září téhož roku, z rukou Philippa Kpodzra a spolusvětiteli byli Jean Orchampt a Francis Lodonu. Ode dne 1. března 2006 zastával funkci apoštolského administrátora diecéze Atakpamé, tuto funkci vykonával do 9. ledna 2007. Od listopadu roku 2012 je předsedou Biskupské konference Toga.